# Isaac Thelin
Isaac Kiese Thelin (ur. 24 czerwca 1992 w Örebro) – szwedzki piłkarz występujący na pozycji napastnika w klubie Malmö FF, do którego jest wypożyczony z Anderlechtu. Reprezentant Szwecji.

## Kariera klubowa
Swoją karierę piłkarską Thelin rozpoczął w 1997 roku w klubie Karlslunds IF. W 2009 roku awansował do pierwszego zespołu i wtedy też zadebiutował w nim w szwedzkiej 1. division. Karlslunds przez kolejne dwa sezony spadał z ligi - w 2009 roku do czwartej ligi, a w 2010 do piątej. W połowie 2011 roku Thelin odszedł z Karlsunds do pierwszoligowego IFK Norrköping. W Allsvenskan zadebiutował 9 kwietnia 2012 w wygranym 2:1 wyjazdowym meczu z IFK Göteborg. W sezonie 2013 stał się podstawowym zawodnikiem IFK.
W czerwcu 2014 roku Thelin odszedł z IFK do Malmö FF. Swój ligowy debiut w Malmö zaliczył 19 lipca 2014 w zremisowanym 1:1 wyjazdowym spotkaniu z Kalmar FF, w którym strzelił gola. W sezonie 2014 wywalczył z Malmö tytuł mistrza Szwecji.
22 stycznia 2015 Thelin podpisał czteroipółletni kontrakt z francuskim Girondins Bordeaux, który zapłacił za niego kwotę 3,5 miliona euro. W Girondins swój debiut zanotował 24 stycznia 2015 w zremisowanym 0:0 wyjazdowym meczu z Bastią.
Na początku 2017 roku Thelin został wypożyczony do Anderlechtu. Swój debiut w nim zaliczył 22 stycznia 2017 w wygranym 3:1 domowym meczu z Sint-Truidense VV. Latem 2017 został wykupiony przez Anderlecht, ale od razu został odesłany na wypożyczenie do Waasland-Beveren, w którym zadebiutował 9 września 2017 w zwycięskim 5:1 domowym meczu z KAS Eupen. W debiucie strzelił gola.
7 sierpnia 2018 roku ogłoszono wypożyczenie Thelina do zespołu Bayer 04 Leverkusen. W Niemczech otrzymywał niewiele szans na grę (zaledwie 6 występów w lidze) i po sezonie wrócił do Anderlechtu. 
W rundzie jesiennej sezonu 2019/2020 w barwach Anderlechtu wchodził na boisko głównie na końcówki spotkań i zimą 2020 roku trafił na roczne wypożyczenie do swojego byłego klubu Malmö.
| Sezon     | Klub                | Kraj    | Rozgrywki     | Mecze | Bramki |
| --------- | ------------------- | ------- | ------------- | ----- | ------ |
| 2009      | Karlslunds IF       | Szwecja | 1. division   | 6     | 0      |
| 2010      | Karlslunds IF       | Szwecja | IV liga       | 21    | 10     |
| 2011      | Karlslunds IF       | Szwecja | V liga        | 17    | 8      |
| 2011      | IFK Norrköping      | Szwecja | Allsvenskan   | 0     | 0      |
| 2012      | IFK Norrköping      | Szwecja | Allsvenskan   | 11    | 2      |
| 2013      | IFK Norrköping      | Szwecja | Allsvenskan   | 25    | 4      |
| 2014      | IFK Norrköping      | Szwecja | Allsvenskan   | 12    | 0      |
| 2014      | Malmö FF            | Szwecja | Allsvenskan   | 14    | 5      |
| 2014/15   | Girondins Bordeaux  | Francja | Ligue 1       | 15    | 1      |
| 2015/16   | Girondins Bordeaux  | Francja | Ligue 1       | 7     | 0      |
| 2016/17   | Girondins Bordeaux  | Francja | Ligue 1       | 7     | 2      |
| 2016/17   | RSC Anderlecht      | Belgia  | Eerste klasse | 16    | 1      |
| 2017/18   | RSC Anderlecht      | Belgia  | Eerste klasse | 2     | 0      |
| 2017/18   | Waasland-Beveren    | Belgia  | Eerste klasse | 25    | 16     |
| 2018/2019 | Bayer 04 Leverkusen | Niemcy  | Bundesliga    | 6     | 0      |
| 2019/20   | RSC Anderlecht      | Belgia  | Eerste klasse | 10    | 0      |
| 2020      | Malmö FF            | Szwecja | Allsvenskan   |       |        |

## Kariera reprezentacyjna
Thelin grał w młodzieżowych reprezentacjach Szwecji. W 2015 roku wystąpił z reprezentacją Szwecji U-21 na Mistrzostwach Europy U-21. Był na nich podstawowym zawodnikiem i wywalczył mistrzostwo Europy. Wystąpił także w wygranym po serii rzutów karnych finale z Portugalią.
W dorosłej reprezentacji Szwecji Thelin zadebiutował 15 listopada 2014 w zremisowanym 1:1 meczu eliminacji do Euro 2016 z Czarnogórą, rozegranym w Podgoricy. W 86. minucie tego meczu zmienił Erkana Zengina.
W roku 2018 znalazł się w gronie 23 zawodników powołanych na Mistrzostwa Świata. Na turnieju wystąpił w 3 meczach fazy grupowej, a także w spotkaniu 1/8 finału przeciwko Szwajcarii. We wszystkich tych spotkaniach pojawiał się na boisku z ławki rezerwowych.